# Enrico Costanzo
Enrico Costanzo (Muggia, 19 settembre 1921 – Trieste, 2 giugno 1973) è stato un calciatore italiano, di ruolo portiere.

## Carriera
Esordisce come portiere con l'U.S. Triestina a Torino contro la Juventus all'età di 18 anni, vincendo per 6-2.
Dopo essere stato in prova con il grande Torino va in prova al Genoa con Trevisan ed Ispiro. Nel 1942 è trasferito a Barletta, per servizio militare, dove gioca durante il periodo bellico; nel 1945 passa all'A.C. Novara dove contribuisce alla promozione in serie A.
Nel Novara resta vittima di un infortunio sportivo che gli procura la frattura della spalla. Dopo l'infortunio il suo rientro lo fa a Trieste contro Triestina.
Ritorna a Muggia e gioca col C.C.P. Frausin; passa poi allenatore dell'U.S. Muggesana. Ritorna giocatore ed allenatore del C.C.P. L. Frausin, poi G.S. Fortitudo,del quale rimane socio e tifoso fino alla fine dei suoi giorni.

## Palmarès
- Campionato italiano di Serie B: 1

Novara: 1947-1948